# Prosmidia vicina
Prosmidia vicina es una especie de insecto coleóptero de la familia Chrysomelidae.
Fue descrita científicamente en 1909 por Gahan.